# Manchester United F.C. mùa bóng 1945–46
Mùa giải 1944-45 là mùa giải thứ bảy và cuối cùng của Manchester United không cạnh tranh trong giải đấu nào bởi ảnh hưởng của cuộc Chiến tranh thế giới thứ hai.
Ngày 15 tháng 2 năm 1945, Huấn luyện viên của United là ông Walter Crickmer đã từ chức và bốn ngày sau đó vào ngày 19 tháng 2 năm 1945, Huấn luyện viên người Scotland đó là ông Matt Busby đã được ký kết, mãi cho đến ngày 1 tháng 10 thì ông Busby chính thức tiếp quản với cương vị là huấn luyện viên tại Manchester United.
Kết thúc cuộc Chiến tranh thế giới thứ hai, Giải đấu cúp Cúp FA được mở lại khi Manchester United thua tổng tỷ số 2-3 sau hai lượt trận ở vòng thứ tư trước Preston North End.

## War League North Regional League
| Thời gian            | Đối thủ             | H/A | Tỷ số Bt-Bb | Cầu thủ ghi bàn                               | Số lượng khán giả |
| -------------------- | ------------------- | --- | ----------- | --------------------------------------------- | ----------------- |
| 25 tháng 8 năm 1945  | Huddersfield Town   | A   | 2 – 3       | Smith (2)                                     |                   |
| 1 tháng 9 năm 1945   | Huddersfield Town   | H   | 2 – 3       | Koffman, Rowley                               |                   |
| 8 tháng 9 năm 1945   | Chesterfield        | H   | 0 – 2       |                                               |                   |
| 12 tháng 9 năm 1945  | Middlesbrough       | A   | 1 – 2       | Davie                                         |                   |
| 15 tháng 9 năm 1945  | Chesterfield        | A   | 1 – 1       | Bryant                                        |                   |
| 20 tháng 9 năm 1945  | Stoke City          | A   | 2 – 1       | Hullett, Reid                                 |                   |
| 22 tháng 9 năm 1945  | Barnsley            | A   | 2 – 2       | Cockburn, Hullett                             |                   |
| 29 tháng 9 năm 1945  | Barnsley            | H   | 1 – 1       | Smith                                         |                   |
| 6 tháng 10 năm 1945  | Everton             | H   | 0 – 0       |                                               |                   |
| 13 tháng 10 năm 1945 | Everton             | A   | 0 – 3       |                                               |                   |
| 20 tháng 10 năm 1945 | Bolton Wanderers    | A   | 1 – 1       | Wrigglesworth                                 |                   |
| 27 tháng 10 năm 1945 | Bolton Wanderers    | H   | 2 – 1       | Carey, Worrall                                |                   |
| 3 tháng 11 năm 1945  | Preston North End   | H   | 6 – 1       | Rowley (2), Smith, Warner, Worrall            |                   |
| 10 tháng 11 năm 1945 | Preston North End   | A   | 2 – 2       | Bainbridge, Smith                             |                   |
| 17 tháng 11 năm 1945 | Leeds United        | A   | 3 – 3       | Hanlon (2), Buckle                            |                   |
| 24 tháng 11 năm 1945 | Leeds United        | H   | 6 – 1       | Buckle (2), Wrigglesworth (2), Hanlon, Rowley |                   |
| 1 tháng 12 năm 1945  | Burnley             | H   | 3 – 3       | Hullett (3)                                   |                   |
| 8 tháng 12 năm 1945  | Burnley             | A   | 2 – 2       | Hanlon, Smith                                 |                   |
| 15 tháng 12 năm 1945 | Sunderland          | H   | 2 – 1       | Smith (2)                                     |                   |
| 22 tháng 12 năm 1945 | Sunderland          | A   | 2 – 4       | Smith, Wrigglesworth                          |                   |
| 25 tháng 12 năm 1945 | Sheffield United    | A   | 0 – 1       |                                               |                   |
| 26 tháng 12 năm 1945 | Sheffield United    | H   | 2 – 3       | Carey, Hullett                                |                   |
| 29 tháng 12 năm 1945 | Middlesbrough       | H   | 4 – 1       | Rowley (2), Smith (2)                         |                   |
| 12 tháng 1 năm 1946  | Grimsby Town        | H   | 5 – 0       | Rowley (3), Bainbridge, Smith                 |                   |
| 19 tháng 1 năm 1946  | Grimsby Town        | A   | 0 – 1       |                                               |                   |
| 2 tháng 2 năm 1946   | Blackpool           | H   | 4 – 2       | Rowley (2), Bainbridge, Wrigglesworth         |                   |
| 9 tháng 2 năm 1946   | Liverpool           | H   | 2 – 1       | Smith (2)                                     |                   |
| 16 tháng 2 năm 1946  | Liverpool           | A   | 5 – 0       | Hanlon (2), Rowley (2), Wrigglesworth         |                   |
| 23 tháng 2 năm 1946  | Bury                | A   | 1 – 1       | Hanlon                                        |                   |
| 2 tháng 3 năm 1946   | Bury                | H   | 1 – 1       | Hanlon                                        |                   |
| 9 tháng 3 năm 1946   | Blackburn Rovers    | H   | 6 – 2       | Rowley (3), Hanlon (2), Delaney               |                   |
| 16 tháng 3 năm 1946  | Blackburn Rovers    | A   | 3 – 1       | Smith (2), Pearson                            |                   |
| 23 tháng 3 năm 1946  | Bradford            | A   | 1 – 2       | Carey                                         |                   |
| 27 tháng 3 năm 1946  | Blackpool           | A   | 5 – 1       | Pearson (3), Carey, Wrigglesworth             |                   |
| 30 tháng 3 năm 1946  | Bradford            | H   | 4 – 0       | Aston, Delaney, Rowley, Wrigglesworth         |                   |
| 6 tháng 4 năm 1946   | Manchester City     | H   | 1 – 4       | Aston                                         |                   |
| 13 tháng 4 năm 1946  | Manchester City     | A   | 3 – 1       | Hanlon, Pearson, Rowley                       |                   |
| 19 tháng 4 năm 1946  | Newcastle United    | A   | 1 – 0       | Pearson                                       |                   |
| 20 tháng 4 năm 1946  | Sheffield Wednesday | H   | 4 – 0       | Pearson (2), Delaney, Rowley                  |                   |
| 22 tháng 4 năm 1946  | Newcastle United    | H   | 4 – 1       | Delaney, Mitten, Rowley, Wrigglesworth        |                   |
| 27 tháng 4 năm 1946  | Sheffield Wednesday | H   | 0 – 1       |                                               |                   |
| 4 tháng 5 năm 1946   | Stoke City          | H   | 2 – 1       | Buckle, Pearson                               |                   |

| # | Câu lạc bộ          | Tr | T  | H  | B  | Bt | Bb | Hs | Điểm |
| - | ------------------- | -- | -- | -- | -- | -- | -- | -- | ---- |
| 3 | Bolton Wanderers    | 42 | 20 | 11 | 11 | 67 | 45 | 51 |      |
| 4 | Manchester United   | 42 | 19 | 11 | 12 | 98 | 62 | 49 |      |
| 5 | Sheffield Wednesday | 42 | 20 | 8  | 14 | 67 | 60 | 48 |      |

## FA Cup
| Thời gian           | Vòng đấu       | Đối thủ            | H/A | Tỷ số Bt-Bb | Cầu thủ ghi bàn                                 | Số lượng khán giả |
| ------------------- | -------------- | ------------------ | --- | ----------- | ----------------------------------------------- | ----------------- |
| 5 tháng 1 năm 1946  | Vòng 3 Lượt đi | Accrington Stanley | A   | 2 – 2       | Smith, Wrigglesworth                            | 9,968             |
| 9 tháng 1 năm 1946  | Vòng 3 Lượt về | Accrington Stanley | H   | 5 – 1       | Rowley (2), Bainbridge, Wrigglesworth, own goal | 15,339            |
| 26 tháng 1 năm 1946 | Vòng 4 Lượt đi | Preston North End  | H   | 1 – 0       | Hanlon                                          | 36,237            |
| 30 tháng 1 năm 1946 | Vòng 4 Lượt về | Preston North End  | A   | 1 – 3       | Hanlon                                          | 21,000            |